# 吳國太
吳國太是小說《三國演義》中的虛構人物，吴太夫人之妹，孫堅的次妻，孫朗、孫仁的母親。

## 正史上的原型
歷史上沒記載吳夫人有妹妹，只有記載她有一個弟弟吳景。吴国太的原型应是孙坚之妾丁氏，生孙坚庶子孙朗，与《三国演义》所说吴国太所生之子相符。

## 相關情節
吳太夫人病逝前，囑咐孫權一定要像孝敬母親一樣孝敬繼母吳國太。
赤壁之戰後，孫權急欲奪回被劉備用計取得的荊州，便用周瑜之計，假稱要將妹妹孫夫人許配給劉備，實則欲將劉備押為人質以索取荊州。諸葛亮窺破周瑜的計謀後，便將寫有計策的錦囊交給保護劉備前往東吳的趙雲，趙雲依照錦囊上的計策故意大張旗鼓，使吳國太知曉招親之事。吳國太担心女儿变成望门寡，因而斥責孫權對妹妹無情，並提出要在甘露寺親自鑒定劉備是否配得上女兒。吳國太見到劉備後，對劉備大加讚賞，並力主劉備與女兒的婚事，劉備因而順利與孫夫人結為夫妻。
後來劉備與孫夫人商议逃回荊州，诱骗吴国太称欲前往江边拜祭刘备之父母，吴国太误以为是二人孝心所致答应了请求，刘备乘机逃之夭夭。此後孫權和张昭欲趁劉備攻取益州之時谋划荊州，担心女儿的吳國太要求接孫夫人回江东，因此孙权派周善将孫夫人接回。吴国太实际一手促成了女儿的婚姻悲剧和最后的死。

## 歷史與小說的差異
孫仁乃是孙朗的别名，而不是另外又有一个女儿。孫夫人是吴夫人所生，此外《三國演義》在吴夫人去世后編造了許多關於吴国太的虛構情節，例如甘露寺招親、趙雲截江奪阿斗等。

### 動漫
- 《天子傳奇7三國驕皇》: